# Круглоголовка Молчанова
Круглоголо́вка Молча́нова (лат. Phrynocephalus moltschanowi) — вид ящериц из семейства агамовых (Agamidae). Многими авторами рассматривался в качестве подвида круглоголовки-вертихвостки (Phrynocephalus guttatus), самостоятельность вида обоснована первичными последовательностями митохондриальной ДНК. Видовое название дано в честь русского орнитолога Льва Александровича Молчанова (1878—1962).

## Описание
Общая длина — 6—7 см. Тело заметно уплощённое, шея хорошо выражена, хвост относительно длинный. Морда пологая (при взгляде сверху ноздри видны). Туловище сверху покрыто однородной гладкой чешуей, слегка увеличенной вдоль позвоночника. Затылочная чешуя не более среднеспинной. Чешуя конечностей в основном гладкая, на чешуе внутренней стороны голени ребрышек нет.
Окраска верхней стороны тела светло-серая с легким охристым оттенком. На спине две продольных ряда неправильных черных пятен, которые у взрослых агам выражены слабее, а иногда совсем исчезают. На нижней стороне хвоста 4—5 черных поперечных полос, конец хвоста чёрный. Ярко окрашенных пятен на спине нет.

## Распространение и образ жизни
Эндемик Узбекистана. Обитает в Южном Приаралье на территории древней дельты Амударьи — лёссово-глинистой пустынной равнины Каракалпакстана.
Склеробионтный вид. Любит твердые почвы, такыры и солончаки с редкой растительностью. В мае активность продолжается в течение всего светлого времени суток, с 8 до 20 часов. Прячется в собственных неглубоких норах, в жаркое время дня, ночью прячется у кустарников. Питается насекомыми.
Половой зрелости достигает к концу первого года жизни, спаривание происходит в мае—июне. Самка откладывает 2—3 яйца, за сезон бывает 2 кладки.